# القباليات
القباليات هي هجر تتبعُ لمحافظة الأحساء في المنطقة الشرقية في المملكة العربية السعودية.

## الموقع
تقع في واحة يبرين في محافظة الأحساء.

## المرافق
معظم مساكن القباليات من الطابوق، والكيربي أو الشينكو.

## الكوارث

### عاطفة مطرية
في عام 2016، هبت عاطفة مطرية علي القباليات أدت إلي أضرار بالمنازل، والممتلكات، الأمر الذي أدي إلي تطاير المنازل.

### الجراد
في عام 1429 هـ، هبت 8 أسراب من الجراد الصحراوي بنوعية الجراد الأحمر والأصفر علي السعودية، فهاجمت الجراد مزارع النخيل، ومشاريع الأعلاف، والقمح في محافظة الأحساء في الأماكن التالية في القباليات، ويبرين، والغزالة، وأم اثلة، والسالمية، والعرق، وحرض، والصافي، ونادك، والحلق، والعبدلية، والراشدية، وهجرة الخن، ولكن تمت مكافحة تلك الأسراب والسيطرة عليها باستخدام 61 فرقة رش أرضي، و3 طائرات مكافحة جوية.

## واحة يبرين
واحة يبرين واحة زراعية تقع ضمن محافظات الأحساء بالمملكة العربية السعودية، وتبعد عن مدينة حرض حوالي 90 كيلومترًا جنوبا، تكثر فيها أشجار النخيل، وتتميز أرضها بقرب المياه وخصوبتها، وهي إحدى مواطن قبيلة آل مُرَة. وتتبع ليبرين ما يزيد على عشرين هجرة صغيرة، منها: الحفاير، والخن الجديد، والقباليات، وسلطانة، وحرض.